# Volgschotel

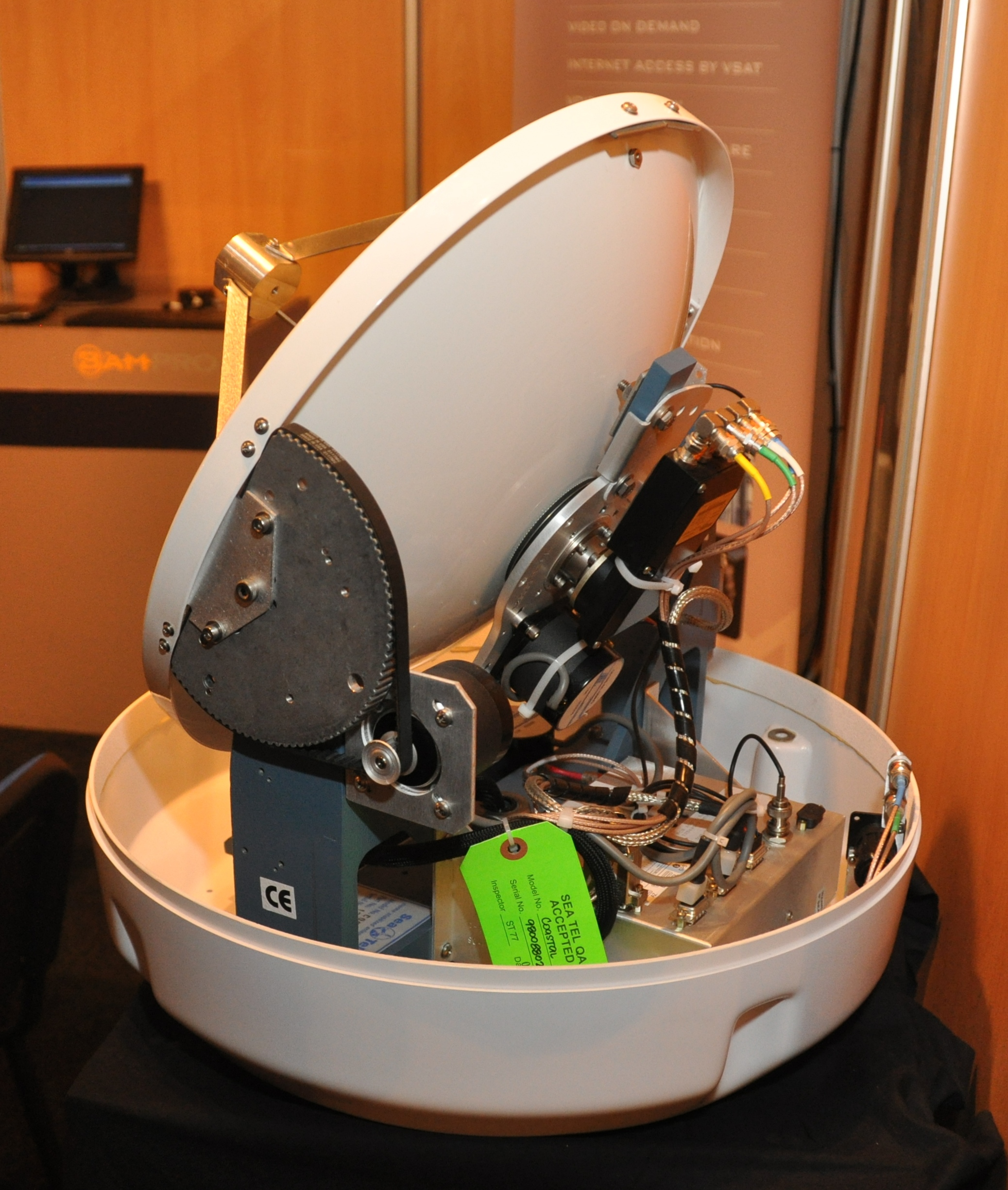
Volgschotel met afgenomen kap

Een volgschotel is een schotelantenne voor de communicatie en ontvangst van satelliettelevisie aan boord van bewegende objecten zoals schepen. In verband met de kwetsbaarheid is hij praktisch altijd verborgen onder een "dome", een in dit geval praktisch altijd witte polyester kap. De functie wordt bepaald door de kop waarop de schotel de signalen reflecteert. Dat kan zijn een kop die uitsluitend ontvangt, maar ook één die de mogelijkheid heeft om ermee te zenden. 
Een kop die naast ontvangen ook kan zenden maakt mobiel internet via de satelliet aan boord van bewegende objecten mogelijk. 
Voordelen: 
- De snelheid van het internet langs deze weg is vele malen hoger dan via de kabel of die via zendmasten aan de wal.
- Het signaal is veel stabieler omdat communicatie niet steeds langs een andere weg verloopt, er wordt niet van mast gewisseld.

Nadelen: 
- De prijs van de apparatuur en de abonnementen is veel hoger. Anno 2011 ligt de prijs van een schotel voor de binnenvaart, met een diameter van pakweg 60 centimeter, in de buurt van drie- tot vierduizend euro.
- Er moeten soms abonnementen onder buitenlands recht worden afgesloten.